# 肯特里特尖條鰍
肯特里特尖條鰍（學名：Oxynoemacheilus kentritensis），為輻鰭魚綱鯉形目條鰍科尖條鰍屬的其中一種。分布於亞洲土耳其錫爾特省Botan河流域，本魚體延長呈圓柱狀，口亞下位，觸鬚3對，體色黃褐色為底，頭部及身體前半部具深色蟲狀紋，身體後半部具數條不規則的深色橫帶，尾鰭略凹，魚鰭帶黃色，背鰭及尾鰭具褐色斑紋，尾柄部具一條黑色條紋，體長可達7.9公分，棲息在河川底層水域，生活習性不明。

## 扩展阅读
維基物種上的相關：肯特里特尖條鰍